# ام‌اوال انترپرایز
ام‌اوال انترپرایز (به انگلیسی: MOL Enterprise) یک کشتی است که طول آن ۲۹۳ متر (۹۶۱ فوت ۳ اینچ) می‌باشد. این کشتی در سال ۲۰۰۳ ساخته شد.